# Michele Didoni
Michele Didoni, född 7 mars 1974 i Milano, är en italiensk friidrottare som tävlar i gång. 
Didoni blev sexa vid junior-VM 1992 i 10 kilometer gång. Hans främsta merit är från VM 1995 då han vann både vann VM-guld och noterade sitt personliga rekord i 20 kilometer gång. Didonis vinnartid blev 1:19.59. Efter denna seger har Didoni aldrig varit riktigt nära den tiden och det resultatet.